# Parastenostola brunnipes
Parastenostola brunnipes är en skalbaggsart som först beskrevs av Charles Joseph Gahan 1888.  Parastenostola brunnipes ingår i släktet Parastenostola och familjen långhorningar. Inga underarter finns listade i Catalogue of Life.